# سيلتز (الراين الأسفل)
سيلتز (بالفرنسية: Seltz)‏ هي بلدية تقع في إقليم الراين الأسفل من منطقة ألزاس في شمال شرق فرنسا. تبلغ مساحة هذه المدينة 21 (كم²)، يبلغ عدد سكانها 3184 نسمة حسب إحصاء المعهد الوطني للإحصاء والدراسات الاقتصادية سنة 2009 م. وترأس Hugues Kraemer البلدية خلال فترة (2001 - 2008).

## أعلام
- أديلايد من إيطاليا

## وصلات خارجية
- صفحة البلدية على موقع المعهد الوطني للإحصاء والدراسات الاقتصادية (بالفرنسية)